# VAW-115
115ème Escadron de commandement et de contrôle aéroporté
Le Carrier Airborne Early Warning Squadron One One Five (CARAEWRON 115 ou VAW-115), connu sous le nom de "Liberty Bells", était un escadron de Système de détection et de commandement aéroporté de l'US Navy sur le E-2 Hawkeye. Il a été créé le 20 avril 1967 et basé actuellement à la Naval Air Station Point Mugu en Californie.

## Historique
L'escadron a été initialement créé le 20 avril 1967 et formé à partir d'un détachement du VAW-11, pilotant le E-2A Hawkeye. Il a été affecté à l'Attack Carrier Wing Two et déployé trois fois à bord de l'USS Ranger (CV-61).

### Années 1970

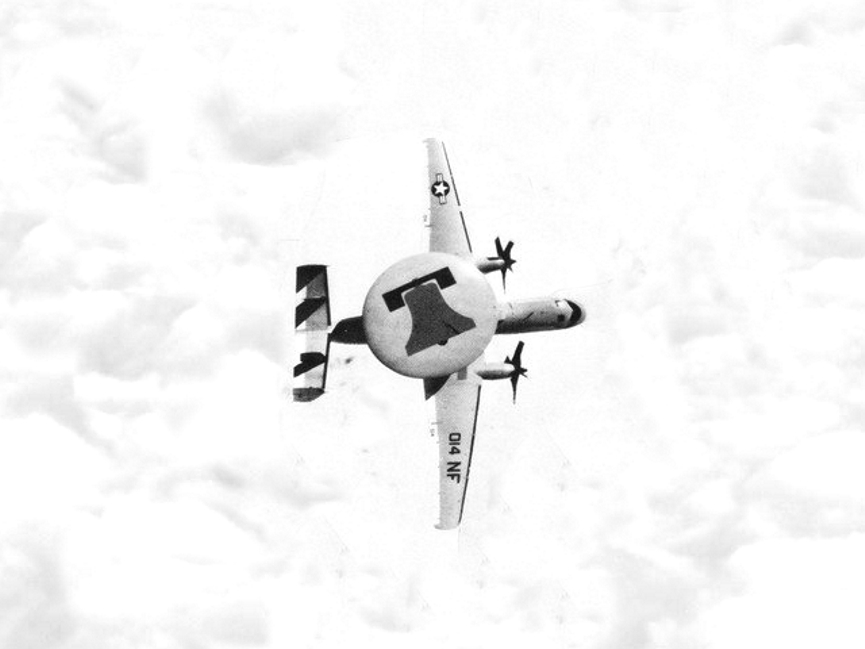
E-2B Hawkeye du VAW-115 en vol en 1974

Le VAW-115 a rejoint le Carrier Air Wing Five (CVW-5) en 1971 et a effectué deux déploiements de combat dans le golfe du Tonkin entre avril 1971 et mars 1973 à bord de l'USS Midway (CV-41). 
En septembre 1973, le CVW-5 a déménagé à la Base navale de Yokosuka, au Japon, en tant que seul groupe aéronaval de l'US Navy domicilié à l'étranger. Le VAW-115 a participé à l'Opération Frequent Wind, soutenant l'évacuation de Saigon en avril 1975. Il a effectué onze missions dans l'océan Indien et la mer d'Arabie du Nord, une période qui a vu des événements aussi tumultueux que la Crise des otages américains en Iran.

### Années 1980-1990
En 1983, le VAW-115 a participé à des opérations de sauvetage à la suite de l'abattage du Vol Korean Air Lines 007. En 1985, il a soutenu les opérations de liberté de navigation, à la fois pour l'USS Oldendorf dans la mer du Japon et pour l'Opération Earnest Will, protégeant les pétroliers à travers le détroit d'Ormuz. Au cours des déploiements de 1989 à 1990 avec le Midway Battle Group, l'escadron a participé à l'Opération Classic Resolve, soutenant le gouvernement démocratique des Philippines contre une tentative de coup d'État.
En réponse à l'invasion du Koweït, le VAW-115 s'est déployé dans le golfe Persique en octobre 1990 dans le cadre de l'Opération Bouclier du désert et en janvier 1991, à l'Opération Tempête du désert. 
En août 1991, l'USS Midway est mis hors service et le CVW-5 embarque sur l'USS Independence (CV-62). Au cours des années qui ont suivi, l'escadron s'est déployé quatre fois dans le golfe Persique à l'appui de l'Opération Southern Watch, imposant une zone d'exclusion aérienne dans le ciel du sud de l'Irak. En janvier 1998, VAW-115 et CVW-5 ont participé à diverses opérations d'urgence dans le golfe Persique à l'appui des sanctions des Nations unies. Puis le VAW-115 a  embarqué sur l'USS Kitty Hawk (CV-63).

### Années 2000-2010

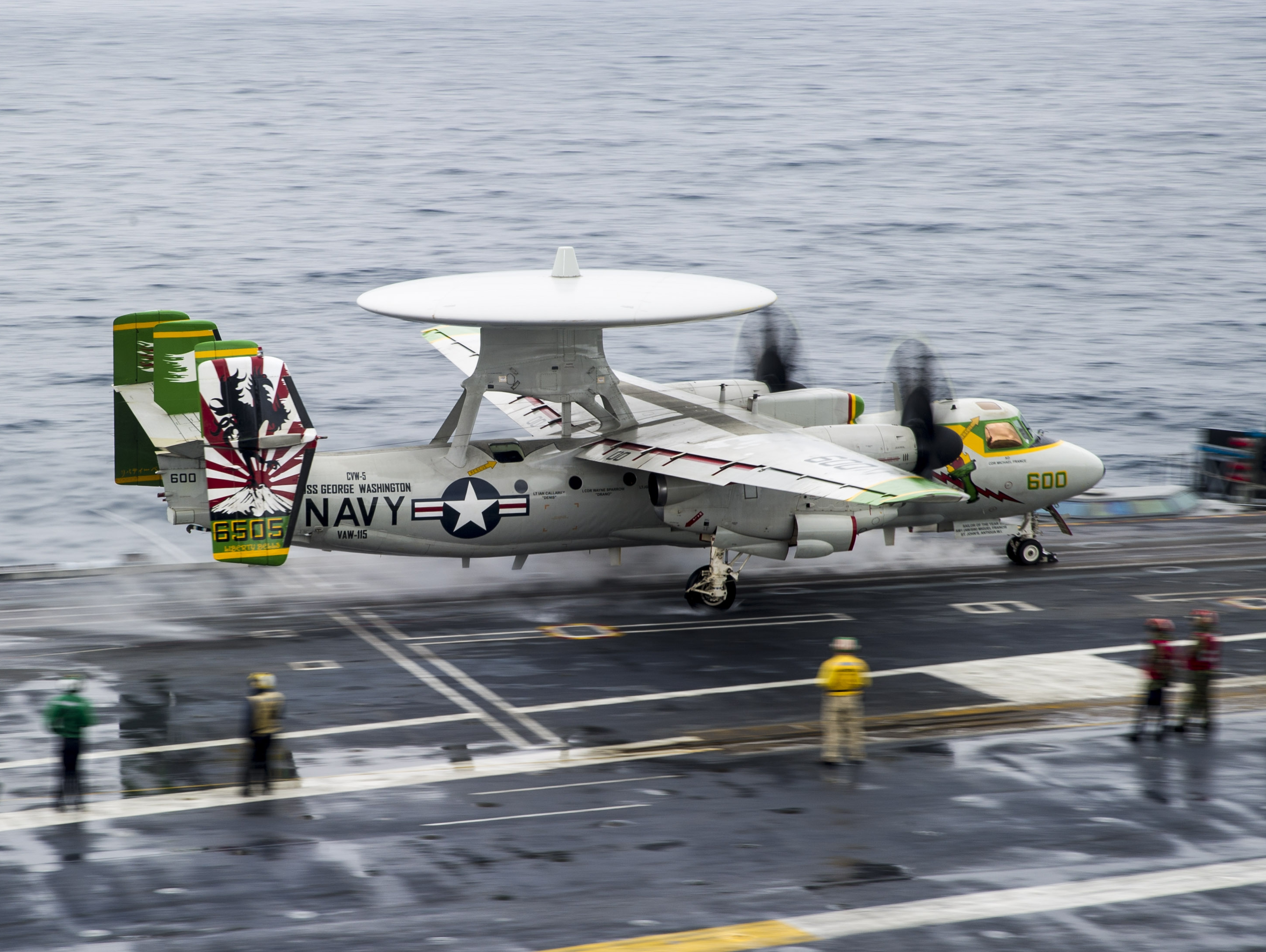
E-2C Hawkeye du VAW-115 lancé depuis l'USS George Washington en juillet 2014

En février 2003, l'escadron a de nouveau été appelé dans le golfe Persique pour soutenir l'Opération Southern Watch puis à l'Opération Iraqi Freedom en mars 2003. 
Dans les années qui ont suivi, le VAW-115 a participé à des exercices tels que Valiant Shield, Malabar et Talisman Saber ainsi qu'à des exercices Annualex et Keen Sword avec les Force maritime d'autodéfense japonaise. Le VAW-115 a pris part au RIMPAC 2008, fournissant le commandement et le contrôle de l'espace de combat aéroporté à 49 navires de guerre, 150 avions et 29 autres unités étrangères et américaines de 10 pays participants.
De 2008 à 2015, l'escadron est affecté à l'USS George Washington (CVN-73) au sein CVW-5 et basé à Yokosuka. 
En 2017, le VAW-125 est arrivé à la Marine Corps Air Station Iwakuni, au Japon, pour remplacer le VAW-115 dans le Carrier Air Wing Five à bord du porte-avions USS Ronald Reagan (CVN-76). À l'été 2017, l'escadron a déménagé à la Naval Air Station Point Mugu.